# Rafał Wiechecki
Rafał Sylwester Wiechecki (Piotrków Trybunalski; 25 de Setembro de 1978 — ) é um político da Polónia. Ele foi eleito para a Sejm em 25 de Setembro de 2005 com 6058 votos em 41 no distrito de Szczecin, candidato pelas listas do partido Liga Polskich Rodzin.